# Université des sciences appliquées d'Amsterdam
Pour les articles homonymes, voir HVA.
L'université des sciences appliquées d'Amsterdam (en néerlandais : Hogeschool van Amsterdam ou HvA) est un établissement d'enseignement supérieur néerlandais situé dans la ville d'Amsterdam. Sur le modèle des colleges anglo-saxons, l'école délivre principalement des diplômes de bachelor en trois ans, mais plusieurs programmes master (professionnels) sont également proposés.